# 내 생애 값진 선택

## 출연진
- 김현욱
- 변기수
- 정가은

## 공식영상
- 네이버TV

## 편성표
- CNTV

## 시리즈
- 내 생애 값진 선택 2
- 내 생애 값진 선택